# Thomas Sidney Cooper
Pour les articles homonymes, voir Cooper.
Thomas Sidney Cooper (26 septembre 1803 - 7 février 1902) était un artiste-peintre anglais.

## Biographie
Né à Canterbury, dans le comté de Kent, il montra dès l'enfance des penchants artistiques, mais la situation familiale ne lui permit pas de recevoir d'enseignement approprié. À douze ans il travaillait dans la boutique d'un peintre de coches. Il obtint plus tard un emploi de peintre de décors, et alterna entre ces deux situations pendant environ huit ans. Il désirait cependant toujours devenir un artiste, et il passait tous ses temps libres à dessiner et peindre la nature. À vingt ans il alla à Londres, dessina d'après le British Museum, puis fut admis comme étudiant à la Royal Academy. 
Après cela, il retourna à Canterbury, où il put gagner sa vie comme professeur de dessin et en vendant des dessins et croquis. Il s'installa à Bruxelles en 1827, mais retourna à Londres quatre ans plus tard pour y vivre. Il put montrer sa première œuvre à la Royal Academy en 1833, et cela fut le démarrage d'une longue carrière d'exposant. Le nom de Cooper est souvent associé à des tableaux de bétail ou de moutons. Des centaines qu'il produisit, les plus notables sont : 
- Milking Time (1834)
- A Summer's Noon (1836)
- A Drover's Halt on the Fells (1838)
- A Group in. the Meadows (1845)
- The Half-past One o'Clock Charge at Waterloo (1847)
- The Shepherd's Sabbath (1866)
- Milking Time in the Meadows
- The Monarch of the Meadows (1873)
- Separated but not Divorced (1874)
- Isaac's Substitute (1880)
- Pushing off for Tilbury Fort(1884)
- On a Farm in East Kent (1889)
- Return to the Farm, Milking Time (1897)

Le Canterbury City Council Museums et le Galleries Service de Canterbury possèdent les plus importantes collections de tableaux de Cooper. Un grand nombre sont exposés au Royal Museum and Art Gallery, d'entrée libre. Le site internet Favourite Things, associé au musée, en présente aussi une bonne partie, où l'on peut déposer des commentaires. 
Cooper collabora avec Frederick Richard Lee sur plusieurs pièces, lui faisant les paysages pour lesquels il est connu, Cooper les animaux qui complètent la scène. 
Il inaugura en 1882 la Sidney Cooper Art Gallery, construite sur le terrain de sa maison natale. En 1890, il écrivit son autobiographie, sous le titre My Life. 
Il a été élu membre de la Royal Academy (RA) le 22 juin 1867.

## Sources
- Cet article a été partiellement traduit de la onzième édition de l'Encyclopedia Britannica.